# Myzostoma marginatum
Myzostoma marginatum is een ringworm uit de familie Myzostomatidae.
Myzostoma marginatum werd in 1883 voor het eerst wetenschappelijk beschreven door Graff.